# Pavel Andrejevitsj Lehr
Pavel Andrejevitsj Lehr (Saratov, 27 september 1923 - 15 september 2005) was een Russische entomoloog, gespecialiseerd in de orde van de tweevleugeligen (Diptera) met een focus op roofvliegen (Asilidae). Hij beschreef 292 nieuwe soorten en ondersoorten, voornamelijk in het palearctisch gebied. Verder zijn er 21 soorten naar hem vernoemd; de meeste van deze soorten zijn tweevleugeligen.

## Vernoemde soorten
Enkele soorten die naar Lehr zijn vernoemd:
- Rhaphium lehri (Negrobov, 1977)
- Sympiesis lehri (Storozheva, 1981)
- Loewinella lehri (Londt, 1982)
- Leptogaster lehri (Hradsky & Huettinger, 1983)
- Autographa lehri (Klyuchko, 1984)
- Promachus lehri (Joseph & Parui, 1987)
- Spathius lehri (Belokobylskij, 1998)
- Microdon lehri (Mutin, 1999)
- Stenopogon lehri (Londt, 1999)
- Lasiopogon lehri (Cannings, 2002)

## Gepubliceerde taxa
Dit is een niet-uitputtende lijst.
- 1958: Aneomochtherus desertorum, Aneomochtherus marikovskii, Aneomochtherus stackelbergi, Filiolus graminicola
- 1961: Filiolus galophilus, Filiolus tugajorum
- 1964:Stackelberginia, Stackelberginia gracilis, Stackelberginia tsharykulievi, Ktyrimisca griseicolor, Premochtherus jucundus, Pseuderemisca aestivalis, Pseuderemisca chinensis, Pseuderemisca dipogon, Pseuderemisca gorodkovi, Antiphrisson mitjaevi
- 1967: Ktyr, Ktyrimisca, Ktyrimisca rava, Ktyrimisca setifemur, Ktyrimisca stackelbergi, Asilella sonorus, Filiolus lopatini
- 1970: Asilella, Anisopogon gracillimus, Antiphrisson grunini, Antiphrisson malkovskii, Antiphrisson minor, Antiphrisson mongolicus, Antiphrisson niger, Antiphrisson schurovenkovi
- 1972: Ktyr elegans, Ktyr kerzhneri, Premochtherus kozlovi, Antiphrisson breviaristatus, Antiphrisson tenebrosus, Antiphrisson zaitzevi
- 1979: Reminasus
- 1981: Ktyr callarus, Ktyr kazenasi, Ktyr normalis, Ktyr protensis, Mercuriana ussuriensis
- 1986: Odus, Albicoma, Odus fragilis, Albicoma kaptshagaica, Antiphrisson accessus, Antiphrisson alpicola, Antiphrisson aspereum, Antiphrisson erenitus, Antiphrisson fossilis, Antiphrisson koo, Antiphrisson mica, Antiphrisson monstrosus, Antiphrisson mujuncumus, Antiphrisson pecinensis, Antiphrisson semivillosus
- 1987: Albicoma kaptshagaica, Antiphrisson charanchoicus
- 1988: Mercuriana, Mercuriana stackelbergi
- 1989: Asilella londti
- 1992: Neoepitriptus, Neoepitriptus ninae, Afroepitriptus beckeri
- 1995: Kurzenkoiellus, Leleyellus, Filiolus kamkalensis, Filiolus serkovae, Filiolus tarbagataicus, Filiolus tchernovi, Filiolus baratovi, Filiolus alenkae
- 1996: Tsacasiella, Machiremisca, Dystolmus, Turkiella, Turkiella nudus, Turkiella zaitzevi, Aneomochtherus baratovi, Aneomochtherus darvasicus, Aneomochtherus difficilis, Aneomochtherus kompancevae, Aneomochtherus oschii, Premochtherus alashanicus, Premochtherus ravus, Premochtherus tashcumarius